# TOTO (기업)

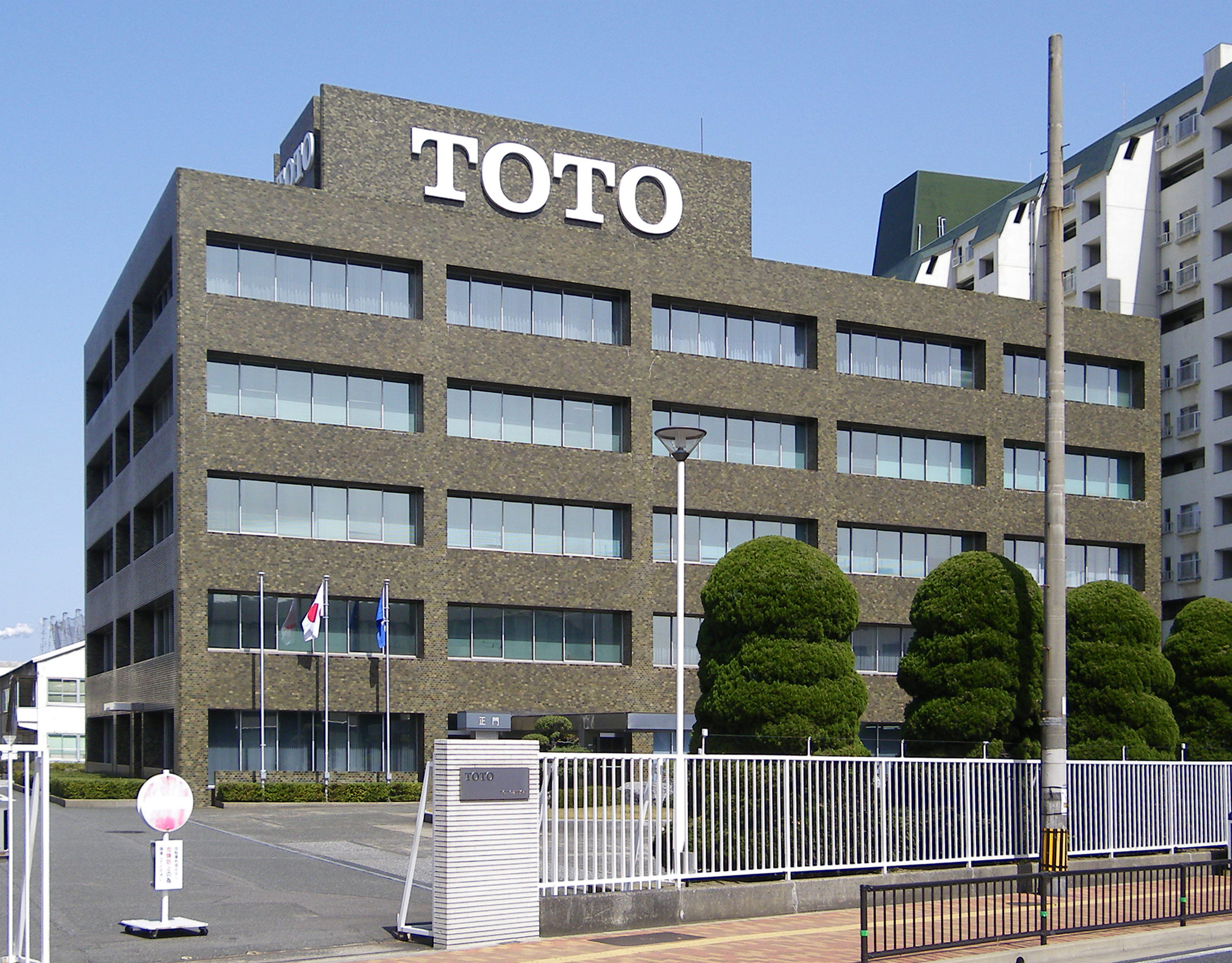
기타큐슈시에 있는 본사

TOTO(일본어: トートー)는 일본 후쿠오카현 기타큐슈시에 본사가 있는 세계 최대의 변기 및 세면기 생산업체이다.

## 연혁
1917년에 토요 도기(東洋陶器)로 처음 사업을 시작하였으며, 1970년에 토토 기기(東陶機器)로 사명을 바꾸어 오늘날에 이른다.